# 依玛图河
依玛图河，位于中华人民共和国辽宁省阜新蒙古族自治县西部的一条河流，是细河右岸支流，发源于八家子镇果树村以北乌兰木头山南麓，蜿蜒向南流经八家子镇、红帽子镇、王府镇、佛寺水库等地，于伊吗图镇福兴地村以东汇入细河。河流全长74.6千米，流域面积783平方千米，河道平均比降4.02‰，年均径流量0.464亿立方米。流域内易发生旱灾。在佛寺水库以西2千米处有瑞应寺，建于清朝康熙年间，是中国东北地区最大的藏传佛教寺院，为辽宁省文物保护单位。